# Asghan: The Dragon Slayer
Asghan: The Dragon Slayer là một game hành động nhập vai chặt chém lấy bối cảnh kỳ ảo thời Trung Cổ do hãng Silmarils phát triển và phát hành vào ngày năm 1998. Người chơi sẽ hóa thân vào vai Asghan, một vị hoàng tử chiến binh thề sẽ giết bầy rồng hung tợn để trả thù cho cái chết của cha mình. Trò chơi được đánh giá cao về sự tích hợp trơn tru các yếu tố hành động và nhập vai cũng như số lượng kẻ thù và vũ khí đa dạng. Tuy vậy game có khuyết điểm là thiếu quá trình phát triển nhân vật và phần điều khiển khá rắc rối.

## Cốt truyện
Khi xứ sở thịnh vượng Brightmoon phải đối mặt với mối đe dọa nguy hại dưới hình thức một cuộc xâm lăng của lũ rồng từ nước láng giềng Isle xứ Kyrk, vị hoàng tử chiến binh Asghan bắt đầu một cuộc hành trình đầy nguy hiểm nhằm ngăn chặn cuộc tấn công này. Bản thân lũ rồng còn được kích động bởi tên phù thủy ác độc Morghan. Asghan đã dấn thân vào cuộc hành trình của mình nhằm cả hai mục đích là trả thù cho phụ thân cũng như bảo vệ mảnh đất yêu quý thoát khỏi sự quấy phá từ thế lực yêu ma quỷ quái.

## Lối chơi
Asghan: The Dragon Slayer được đặc trưng chủ yếu là nhờ việc giải đố vật lý mang đậm phong cách Tomb Raider (chạy, nhảy, bò) cũng như các yếu tố kỳ ảo điển hình như phù phép và trừ tà. Ngoài tính nhanh nhẹn và sự thành thạo về phép thuật thì Asghan còn có thể sử dụng đủ loại vũ khí khác nhau. Anh thi triển những kỹ năng này trong một loạt hầm ngục và đấu trường nhưng không giới hạn ở hang động một con rồng cái hung dữ, hang động một con rồng xanh, một tảng băng, một khu rừng và hang động của phù thủy. Trò chơi được thể hiện dưới dạng đồ họa 3D với nhiều tùy chọn chuyển động camera khác nhau, và người chơi có thể chuyển đổi từ góc nhìn thứ ba mặc định sang góc nhìn thứ nhất. Có tới 60 chủng loại quái vật trong game và chúng sử dụng các loại vũ khí khác nhau để chống lại người chơi.

## Ảnh hưởng
Giống như hầu hết các dòng sản phẩm của thể loại kỳ ảo, Asghan: The Dragon Slayer vẫn rải rác vài yếu tố từ câu chuyện The Lord of the Rings của J. R. R. Tolkien. Xuyên suốt game, người chơi sẽ gặp phải những chủng tộc quen thuộc trong các tác phẩm của Tolkien như Hobbit, Orc, Elve và Đại bàng khổng lồ.